# Gabriel Abou-Saada
Gabriel Abou-Saada (ur. 27 listopada 1907 w Bajt Sahur, zm. 1 marca 1965) – palestyński duchowny melchicki, w latach 1940-1965 wikariusz patriarszy Jerozolimy. Uczestnik Soboru Watykańskiego II.

## Życiorys
Urodził się 27 listopada 1907 w Bajt Sahur.
Święcenia kapłańskie otrzymał 20 lipca 1933. Od 1940 wikariusz patriarszy Jerozolimy. 7 marca 1961 został wybrany biskupem. Chirotonię przyjął 25 czerwca 1961 z rąk patriarchy Maksymosa IV Saigha. Urząd pełnił do swojej śmierci 1 marca 1965 w wieku 57 lat.